# 「BOOK」データベース
「BOOK」データベース（ぶっくデータベース）とは、紀伊國屋書店、トーハン、日本出版販売、日外アソシエーツの4社の共同事業として運営されている図書内容情報データベース。単にBOOKとも呼ばれる。

## 概要
基本的な書誌のほか、帯などに記された本の要旨や目次などを詳細に掲載していることが特徴として挙げられる。これにより、利用者はタイトルには含まれていないキーワードでの書籍の検索が可能となる。トーハンや日本出版販売から提供される1日平均270冊、年間点数6万冊前後の新刊をコピー・入力してデータの採録を行っており、その情報量は1年間でB4用紙50万枚分におよぶ。
採録の対象は日本国内で出版されて流通した書籍のみとなっており、雑誌や漫画、学習参考書は対象外とされている。

## 歴史
- 1979年頃、日外アソシエーツを中心に「日本書籍新刊情報システム」構想の検討が始まる[8]。これは、基本的な書誌だけではなく、書籍の内容に関するキーワードまで含めたデータを常に最新の状態で提供し、利用者がオンラインで自由に使用できることを目指すものであった[8]。
- 1985年、紀伊國屋書店がトーハン、日本出版販売の2社に働きかけ、日外アソシエーツとともにデータベース構築のコンソーシアムを立ち上げる[8][9]。
- 1986年1月から正式にサービスを開始し、データの採録も始まる[7]。当時の国内新刊書籍は年間で3万冊ほどだったが、個人・企業ともにコンピュータは広く普及しておらず、サービスの需要は少なかった[10]。
- 1987年4月、紀伊國屋書店は日外アソシエーツ、日立製作所と共同で、新聞や辞典などの情報をCD-ROMで提供する「電子書斎バイブルズ」の販売を開始[11]。この中には、「BOOK」データベースの情報も含まれていた[12]。
- 1988年からは「BOOK」データベースに採録しているデータを1年毎にまとめた「ブックページ 本の年鑑」の出版が始まる[13]。
- 1994年頃に日本のインターネットが一般化されると、利用者の間で「インターネットの情報は無料」という考え方が広がり、有料の「BOOK」データベースは危機的な状況を迎える[10]。
- 2000年11月、Amazon.comの日本版サイトAmazon.co.jpがサービスの提供を開始[14]。書籍を手に取って中身を確認できないというオンライン書店の特性上、「BOOK」データベースのような書籍の中身に関する情報のニーズは高く、「インターネット書店に有料でデータを提供し、書店は利用者に無料でデータを開放する」というビジネスモデルが成立した[15]。
- 2015年、「BOOKデータASPサービス」の提供を開始[16]。自前の目録を構築する図書館がデータ利用権を購入するというビジネスモデルを作り上げ、提供開始から1年で利用図書館が100館を突破[16]。